# Cultura de Lesoto

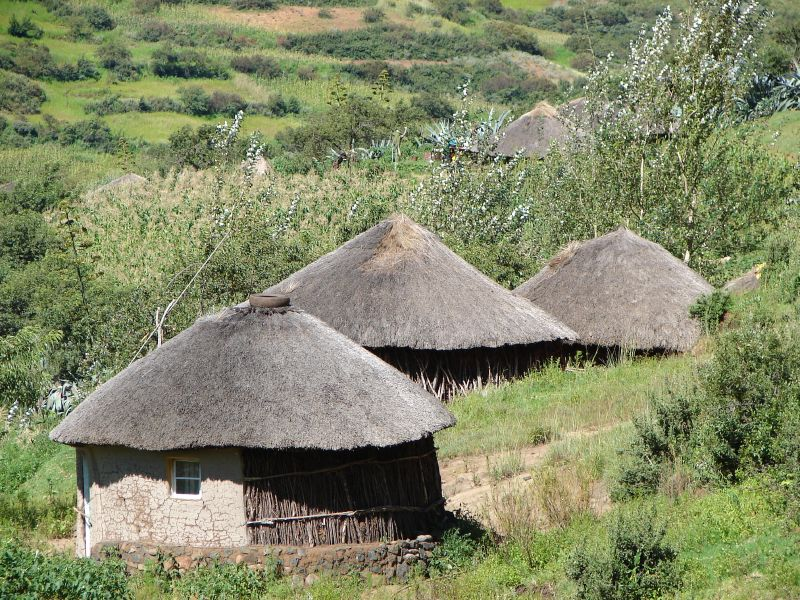
Chozas en Lesoto.

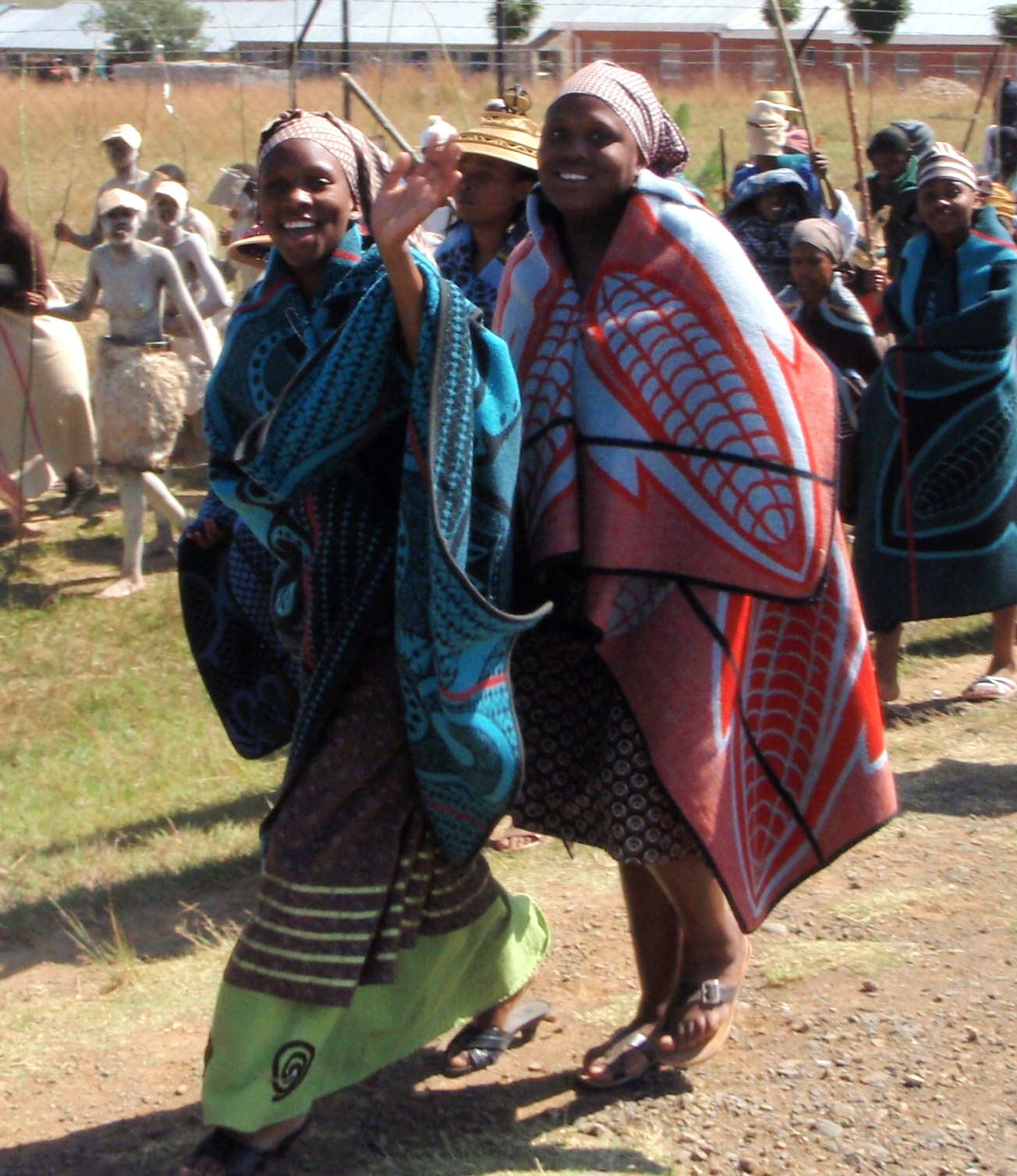
Mujeres vestidas con atuendos tradicionales.

La cultura de Lesoto es homogénea y se encuentra casi exclusivamente formada por las costumbres culturales y tradicionales del pueblo basotho, que es el mayor grupo étnico de Lesoto. La cultura basotho es muy rica en tradiciones culturales.
El pueblo basotho ha desarrollado a lo largo de los siglos una cultura única. Viven como uno de los pocos países africanos enclavados en un paisaje muy montañoso, lo que ha conformado una gran cantidad de características especiales en su vida cotidiana. La lengua nacional se denomina sesotho. 
El centro tradicional de la cultura de Lesoto es la aldea. Las aldeas están a menudo asentadas en las elevaciones medias de las montañas, para quedar protegidas frente a las inundaciones de los valles fluviales, las aldeas dependen en gran medida de las actividades agrícolas. Cada aldea es administrada por un jefe, similar a un alcalde europeo. Las aldeas consisten de muchas chozas que son denominadas rondavels (chozas redondas), las que se construyen con diversas finalidades tales como casa para dormir, almacén o la cocina. Estas chozas están ubicadas alrededor de los campos de los basotho, en los que se cultiva maíz, trigo y frijoles. La distribución de los campos de las familias individuales de la aldea está organizada por el alcalde. Las cuestiones que afectan a toda la aldea son tratadas en reuniones denominadas pitsos. Esta es una reunión donde todos los adultos de la aldea son aceptados como participante y orador. 

## Instrumentos tradicionales
Los instrumentos musicales tradicionales incluyen el lekolulo, una especie de flauta que es tocada por los pastores, setolo-tolo, que tiene alguna similitud con un arpa judía que es tocada por los hombres utilizando su boca y el thomo de cuerdas que es tocado por las mujeres.